# ミネラルマルシェ
ミネラルマルシェ（英語：Mineral Marche）とは、埼玉県鴻巣市の企業である株式会社ミネラルマルシェが企画・運営する、天然石・鉱物・隕石・化石の一般向け展示即売会のこと。本項では運営会社ミネラルマルシェについても記述する。

## 概要と特徴
通称は「ミネマル」。2013年3月に「第1回埼玉ミネラルマルシェ」を開催。同年6月に株式会社ミネラルマルシェを設立。代表取締役および創設者は小出聡。
一般向けに宝石、鉱物、化石や隕石などを扱う展示即売会を全国各地で開催している。「見て・触れて・学べる」をモットーにしており、入場料は無料。
他にジュエリーマルシェやミネラルプチマルシェ、お手頃価格の1000円マルシェ、プレミアムマルシェなども開催している。鉱物専門の月刊誌『月刊ミネラルマルシェ』も出版販売している。
YouTube公式チャンネルもある。

## 開催場所・経歴

### 日本
北海道
函館ミネラルマルシェ - 第1回は2025年8月に金森ホールにて開催。
東北地方
みちのくミネラルマルシェ（仙台） - 第1回は2015年5月に夢メッセみやぎにて開催。
郡山ミネラルマルシェ - 第1回は2015年5月にビッグパレットふくしまにて開催。
山形ミネラルマルシェ - 第1回は山形ビッグウイングにて2023年3月に開催。
松島ミネラルマルシェ - 第1回は2023年7月に松島離宮にて開催。
秋田ミネラルマルシェ - 第1回は2023年10月に秋田ふるさと村にて開催。
岩手ミネラルマルシェ（滝川市） - 2025年5月にツガワ未来館アピオ 岩手産業文化センターにて開催。
青森ミネラルマルシェ - 第1回は2026年6月に青森産業会館にて開催。
関東地方
埼玉ミネラルマルシェ - 第1回は2013年3月に大宮ソニックシティにて開催。
秋葉原ミネラルマルシェ - 第1回は2014年9月にアキバスクエアにて開催。
代官山ミネラルマルシェ - 2014年11月に開催。
浅草橋ミネラルマルシェ - 第1回は2015年2月に浅草橋ヒューリックホールにて開催。
横浜ミネラルマルシェ - 第1回は2017年10月にそごう横浜店9F新都市ホールにて開催。
宇都宮ミネラルマルシェ - 第1回は2018年8月に東武宇都宮百貨店にて開催。
渋谷ミネラルマルシェ - 第1回は2019年6月に渋谷ストリームホールにて開催。
船橋ミネラルプチマルシェ - 第1回は2020年1月に東武百貨店船橋店にて開催。
高崎ミネラルマルシェ - 第1回は2021年6月にGメッセ群馬にて開催。
武蔵小杉ミネラルマルシェ - 第1回は2022年7月に川崎市コンベンションホールにて開催。
みなとみらいミネラルマルシェ - 2022年11月に開催。
御徒町ミネラルマルシェ - 2023年11月におかちまちパンダ広場にて開催。
原宿ミネラルマルシェ - 2024年1月にWITH HARAJUKUホールにて開催。
銀座ミネラルマルシェ - 2025年1月にTODAホール＆カンファレンス東京にて開催。
東松山ミネラルマルシェ − 2025年9月にアメージングカレッジにて開催。
中部地方
長野ミネラルマルシェ - 第1回は2014年4月に長野市オリンピック記念アリーナエムウェーブにて開催。第2回は2014年8月にながの東急百貨店にて開催。
名古屋ミネラルマルシェ - 第1回は2021年11月にウインクあいちにて開催。
新潟ミネラルマルシェ - 第1回は2013年9月に新潟市産業振興センターにて開催。
長岡ミネラルマルシェ - 第1回は2022年5月にハイブ長岡にて開催。
金沢ミネラルマルシェ - 第1回は2021年4月に金沢エムザにて開催。
名古屋栄ミネラルマルシェ - 2023年6月に松坂屋名古屋店8階-9階のマツザカヤホールにて開催。
静岡ミネラルマルシェ - 第1回は2024年8月に松坂屋静岡店にて開催。
名古屋中日ミネラルマルシェ - 第1回は2024年11月に中日ホール&カンファレンスにて開催。
福井ミネラルマルシェ - 第1回は2024年6月に福井県産業会館にて開催。
浜松ミネラルマルシェ - 第1回は2025年8月にアクトシティ浜松にて開催。
関西地方
神戸ミネラルマルシェ - 第1回は2020年9月に神戸サンボーホールにて開催。
大阪ミネラルマルシェ - 第1回は2020年10月にマイドームおおさかにて開催。
姫路ミネラルマルシェ - 第1回は2021年10月に姫路市文化コンベンションセンターアクリエひめじにて開催。
なんばミネラルマルシェ - 第1回は2021年11月になんばスカイオコンベンションホール8階にて開催。
京都ミネラルマルシェ - 第1回は2021年12月にジェイアール京都伊勢丹10階催物場にて開催。
四条烏丸ミネラルマルシェ - 第1回は2022年8月に京都産業会館ホール2階にて開催。
中国地方
広島ミネラルマルシェ - 第1回は2016年7月に広島産業会館にて開催。
岡山ミネラルマルシェ - 第1回は2018年3月にコンベックス岡山にて開催。
山口ミネラルマルシェ - 第1回は2021年7月におのだサンパークにて開催。
四国地方
高知ミネラルマルシェ - 第1回は2023年10月に高知大丸で開催。四国としては初のミネラルマルシェ。
九州地方・沖縄
沖縄ミネラルマルシェ - 第1回は2016年6月に沖縄コンベンションセンターにて開催。
博多ミネラルマルシェ - 第1回は2017年7月に福岡国際会議場にて開催。
熊本ミネラルマルシェ - 第1回は2018年1月にグランメッセ熊本にて開催。
北九州ミネラルマルシェ - 第1回は2019年8月に西日本総合展示場新館にて開催。
熊本城ミネラルマルシェ - 第1回は2022年1月に熊本城ホールにて開催。

### ドイツ
「第1回ミュンヘンミネラルショーJapan パビリオン（ドイツ）」 - 第1回は2015年10月に開催。

## その他
- 岩手県一関市の博物館・石と賢治のミュージアムと市川春子作『宝石の国』とのコラボレーション企画に協力した[10]。
- ミネラルマルシェのイベント協力者のゲストとして、市岡元気の科学ショーが登場する。なお、市岡氏本人の公式YouTubeチャンネルでも、ミネラルマルシェの動画を紹介している。
- 安部祐一朗などの絵師がゲストとして参加する。